# Tatsuya Ai
Tatsuya Ai (født 17. april 1968) er en tidligere japansk fodboldspiller.
Han har spillet for flere forskellige klubber i sin karriere, herunder Yokohama Marinos og Ventforet Kofu.